# 社稷
社稷（しゃしょく）は、社（土地神を祭る祭壇）と稷（穀物の神を祭る祭壇）の総称。
もとは周代諸侯の祭祀であったが、秦漢帝国以降、天壇・地壇や宗廟などとともに、中国の国家祭祀の中枢を担い、転じて、国家・国体を意味するようになった。
古代の春分・秋分祭祀と関係し、その祭日である社日は、春秋の彼岸と重なることも多い。台湾やベトナム（越南）では「社」は土地神の意から転じて行政区を指すようになった。日本の「神社」も、その命名の時点では、土地神を祭る祠堂を指したと考えられる。社から結社（社中、氏子集団）の意が生じ、これが日本における「会社」などの造語につながった。

## 歴史
古代中国、周代の封建社会においては、土地とそこから収穫される作物が封建諸侯国の基礎であると考えられており、村ごとに社と稷（土地神と穀物神）を祀っていた。周が滅んで秦漢帝国が発生すると、天子（皇帝）が国家行事として社稷祭祀を行うようになり、やがて社稷は国家・国体そのものを意味するようになった。
新しい国が興ると、社稷の祭壇と宗廟が設置された。皇帝の都は、左に太祖と呼ばれる先祖（宗廟）を、右に土地神を（社稷）祀ることとされており、中国・ベトナム（越南）・韓国などに現在残る社稷の多くがこの形式にしたがっている。この形式は周代より存在したとされる。
儒教において、現王朝の宗廟のみならず、過去の王朝の宗廟を保護することも義務付けられていた。これらは現王朝が前王朝に並ぶ徳を持ち、かつ徳の衰えた前王朝に代わった正当性(易姓革命)を証明するためである。
過去の王朝の宗廟と陵墓が荒らされることはすなわち現政権(あるいはその王朝の徳)が不安定な状態であることの表れとして認識されていた。そのため律令においてどの王朝であるかに関わらず過去の帝王の宗廟と陵墓を荒らすことは謀反に次ぐ謀大逆として厳しく罰されていたことが一般的であった。

## 社稷壇
近世の明帝国、清帝国、大南帝国、大韓帝国においては、社稷壇は社壇（社＝土地神を祭る）と稷壇（稷＝穀物神を祭る）のふたつから構成された。社稷壇の上には、五色土と呼ばれる以下に示す方角の辺境から献上された五色の土が敷かれている（中央は黄色、東は青色、南は赤色、西は白色、北は黒色）。これは、陰陽五行の思想によって五色は万物、すなわち天下すべての土地を指し、｢普天之下、莫非王土｣（世界に天子・皇帝の領有しない土地はない＝世界の全てが皇帝の領土である）という意味である（中華思想）。
日本では、大正期の渋沢栄一『武士と算盤』（1916）が「徳川三百年の社稷」のように表現し、また権藤成卿が社稷型封建制を理想として共済共存の共同体としての「社稷国家」を唱えたように、古代～近代にいたるまで、社稷は周代の封建諸侯国の国体を指す語として受け入れられていた。日本において国の社稷壇を建立し、天皇が国家行事として社稷祭祀を行った例はなく（九条兼実のように社稷を国家・国体の意味で使用した例はある）、徳川氏の私的な祠堂として、湯島聖堂内に神農廟が設けられたのみである。なお、中国暦における社を祭る日＝「社日」（しゃにち）または「戌の日」（いぬのひ、春分3/20ごろ及び秋分9/23ごろの直前または直後の戌の日、春社・秋社ともいう）の概念は、春・秋の彼岸と重なる形で日本でも取り入れられた。春分・秋分は太陽暦に基づく祝日であるため、春社・秋社もまた、中国由来の旧暦（太陰太陽暦）では移動祝日となる。令和３年（2021）の春社は旧2/03（3/15月）、秋社は旧8/17（9/23木、秋分当日）であった。

## 中国の社稷
明清帝国の北京社稷壇は、現在の北京市内、紫禁城の南、天安門の西側にある、中山公園に存在する。唐代から存在した寺を利用して、明の太祖である朱元璋が1420年に建立したとされる。中山公園という名称は、中国革命の父と呼ばれる孫文（号：中山、1925年没）の柩が園内の中山堂に安置されていることに由来する。中山堂自体は元々は拝殿であり、明代に建設されたとされ、明代、清代の皇帝が風雨を避け神を祀る行事を行う場所であったが、孫文の棺が安置された後、1928年に中山堂と称され、社稷壇ぜんたいも中山公園と改称された。中国の統治者はここで天命を受けるものとされてきた。中山公園には、今もなお、天地を繋ぐとされる、樹齢千年に達するとも言われる柏の大木が多数存在し、奇観を呈している。中華人民共和国の現首脳である習近平氏（中国共産党総書記、国家主席）もまた、中国の統治者として中山公園（北京社稷壇）に注意を払っていることを示すものと受け止められている。

## 韓国・北朝鮮の社稷
景福宮の東側に宗廟、西側に社稷壇が現存し、韓国の重要文化財に指定され、ソウル特別市の社稷洞（サジクドン）や社稷路（サジクノ）などの地名になっている。毎年ソウル特別市によりソウル社稷大祭（秋社）が実施されている。
中国文献に、北朝鮮の国家・労働党政府の四大機関を「朝鮮社稷機構の四架馬車」と呼ぶものがある。この四架（四頭）とは、具体的には、最高人民会議、最高人民会議常任委員会、国務委員会（旧国防委員会）、内閣を指すとされる。

## 越南の社稷
呉士連（ゴーシーリエン）『大越史記全書』は、中国の宋太祖開宝元年（968）に丁氏大瞿越国の先皇である丁部領（ディンボリン）が華閭社稷壇を建立したのがベトナム（越南）の社稷祭祀の始まりという。丁朝いらい、ベトナムの社稷祭祀は国家大祭であるが、阮朝時代には社稷壇そのものは孔子廟（文廟、文聖廟または聖堂とも呼ばれた）と共に地方各省にも置かれ、現在も中越国境の「クアンニン省モンカイ市（広寧省芒街城舗）の社稷祭祀」（ベトナム政府宗教班主頁）などのように、地方祭祀が継続されている。国の社稷壇について、黎貴惇（レークイドン）『見聞小録』は、黎氏大越国の洪徳年間に黎聖宗（レータイントン）により建立されたと伝えられる昇龍社稷壇（ハノイ社稷壇）の規模や構成を記述する。黎聖宗の死後、黎氏大越国は皇族間の争いや外戚による簒奪、皇族と外戚の内戦、外戚同士の内戦が相次いだ（黎朝→莫朝→黎莫内戦→鄭阮内戦→鄭西山内戦→西山朝→阮西山内戦→阮朝）。ハノイ社稷壇（社壇/サアダン、稷壇/タクダン）は黎貴惇による記録後まもなく（黎愍帝の退位＝1788年以降に）完全に破壊されて、その位置もわからなくなっていたが、2006年11月、ハノイ市内の新設道路工事中にサアダン（社壇）の遺構が発見され、ハノイ市（河内城舗）のフオン・サアダン（社壇坊 Phường Xã Đàn）やドゥオン・サアダン（社壇路 Đường Xã Đàn）などの地名になっている。また、『大南寔録正編 』（第一紀）は、富春社稷壇（フエ社稷壇）は阮氏越南国（大南帝国）の阮世祖/グエンテートー（阮福映/グエンフオクアイン、嘉隆帝/ザロン帝）が嘉隆四年（1805-1806）に建立したと記す。フランス統治下においても破壊されず、一部がトゥアティエンフエ省フエ市（承天化省化城舗）のフオン・トゥアンホア（順化坊 Phường Thuận Hóa）に現存し、2008年以降、トゥアティエンフエ省によりフエ社稷祭祀（秋社）が実施されている。トゥアティエンフエ省の社稷祭祀もクアンニン省と同様に現在では地方祭祀として国家・共産党（政府宗教班）の公認を受けて存続していると考えられる。
ベトナム星座では、天球の黄道十二宮の天蝎宮（さそり座）に属する房宿（さそり座π星などからなる）を冠に見立て、心宿（アンタレスなどからなる）を丸い背中に見立てて、この二宿をあわせて神農（Thần Nông）と呼び、社稷神（穀物神）として尊崇した。このベトナム星座は中国星座の青龍に相当する。『大越史記全書』に記載されたベトナム神話によれば、鴻厖氏文郎国の最初の王である雄王/フンヴオン（雄王一世＝涇陽王/キンズオンヴオン）は、炎帝神農氏初代である帝石年の四世孫（三世孫である帝明の子）であり、龍身であった。
ベトナム革命の指導者、ホーチミン（胡志明）は、広州滞在時に晩年の孫文と交流があり（1924-1925）、孫文を大革命家と呼んで尊敬していたが、恐らくは孫文を祭る「中山堂」が中国の社稷である北京社稷壇の中に置かれてしまったために、ベトナム人としての立場から「中山」の名を避けて、孫文のことは必ず「孫文先生」または「孫逸仙先生」と呼んだ。

## 学校
- 社稷中学校
- 社稷小学校